# Hendrik Marsman

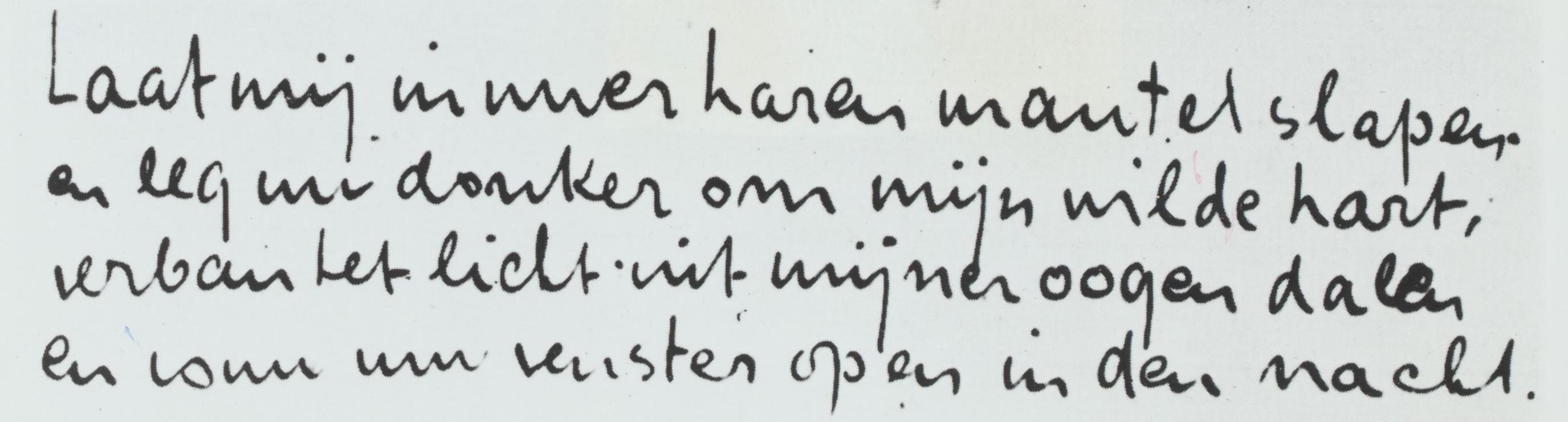
Poème Invocatio.

Hendrik Marsman, né à Zeist le 30 septembre 1899 et mort dans la Manche le 21 juin 1940, est un poète néerlandais. Il a longtemps appartenu au courant vitaliste, mais il s'en est éloigné dans les années 1930.

## Biographie
Avocat de métier, Marsman avait déjà débuté durant ses années d'études en tant que poète. Le poème Herinnering aan Holland (Souvenir de Hollande), paru en 1936, fait partie des poèmes néerlandais les plus connus. Ce dernier a été élu Poème néerlandais du siècle au cours de l'an 2000. La première partie est extrêmement célèbre :
Denkend aan Holland
zie ik brede rivieren
traag door oneindig
laagland gaan
Traduction :
Quand je pense à la Hollande,
je vois de larges rivières
coulant paisiblement
à travers des plaines interminables
Marsman a trouvé la mort sur le Berenice, le navire sur lequel il fuyait vers l'Angleterre lors de la Seconde Guerre mondiale, torpillé dans la Manche. Sa femme était l'un des deux survivants.

## Prix
- 1927 - Prijs van Amsterdam pour Paradise regained
- 1936 - C.W. van der Hoogtprijs pour Porta Nigra

## Œuvres
- 1923 - Verzen (poésies)
- 1925 - Penthesileia (poésies)
- 1926 - De anatomische les (essai)
- 1927 - De vliegende Hollander

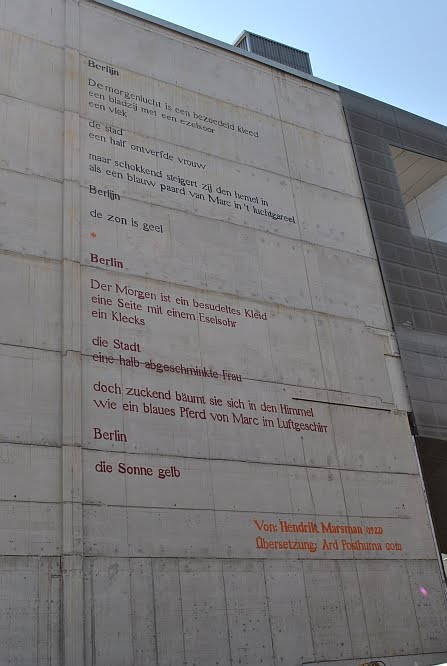
Poème mural Berlijn.

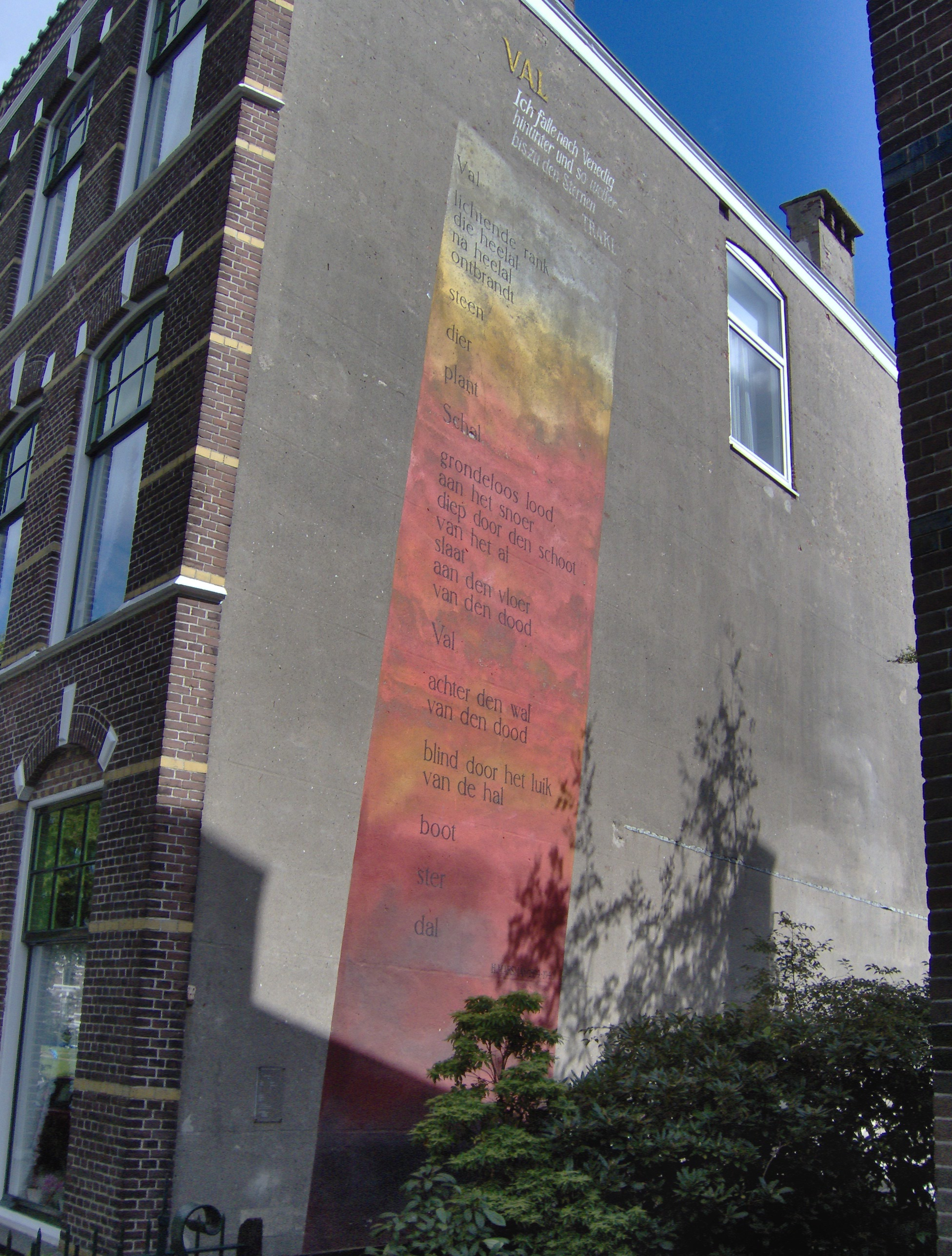
Poème mural Herfst, à Leyde.

- 1927 - Gerard Bruning. Nagelaten werk
- 1927 - Nagelaten werk (essai)
- 1927 - Paradise Regained
- 1928 - De lamp van Diogenes
- 1929 - De vijf vingers
- 1930 - Witte vrouwen (poésies)
- 1931 - Kort geding (essai)
- 1931 - Voorpost (poésies)
- 1933 - De dood van Angèle Degroux (roman)
- 1933 - Tegenonderzoek
- 1934 - Porta Nigra (poésies)
- 1935 - De immoralist (d'André Gide) (traduction)
- 1936 - Heden ik, morgen gij (avec Simon Vestdijk) (roman)
- 1937 - Herman Gorter (essai)
- 1938 - Critisch proza
- 1938-1947 - Verzameld werk
- 1939 - Menno ter Braak (essai)
- 1939 - Hieronymus, de dichter der vriendschap (de Teixeira de Pascoaes) (traduction, en collaboration avec Albert Vigoleis Thelen)
- 1939 - Paulus de dichter Gods (de Teixeira de Pascoaes) (traduction, en collaboration avec Albert Vigoleis Thelen)
- 1940 - Tempel en kruis (poésies)
- 1941 - Aldus sprak Zarathoestra (de Friedrich Nietzsche) (traduction, en collaboration avec Ed Coenraards)
- 1945 - Brieven over literatuur (avec Simon Vestdijk)
- 1946 - Verbum obscurum (de Teixeira de Pascoaes) (traduction, en collaboration avec Albert Vigoleis Thelen)